# Aortainsufficiens
Aortainsufficiens är en typ av hjärtfel där blodflödet i aortan påverkats. En stor del av hjärtats blod pumpas fram och tillbaka mellan aorta och vänster kammare och hjärtmuskulaturen växer kompensatoriskt till sig. Bakteriell endokardit är en av de vanligaste orsakerna till aortainsufficiens. Syfilis och reumatiska sjukdomar var tidigare vanligare, men är idag ovanligt. Sent i sjukdomen uppträder hjärtsviktssymptom, främst andfåddhet. Det övre systoliska blodtrycket är ofta förhöjt, medan det diastoliska är sänkt. Ultraljud av hjärtat görs ofta. Vanligen är behandlingen kirurgisk med klaffprotes.